# TRAPPC3
TRAPPC3 (англ. Trafficking protein particle complex 3) – білок, який кодується однойменним геном, розташованим у людей на короткому плечі 1-ї хромосоми.  Довжина поліпептидного ланцюга білка становить 180 амінокислот, а молекулярна маса — 20 274.
| 10         |  | 20         |  | 30         |  | 40         |  | 50         |
| ---------- |  | ---------- |  | ---------- |  | ---------- |  | ---------- |
| MSRQANRGTE |  | SKKMSSELFT |  | LTYGALVTQL |  | CKDYENDEDV |  | NKQLDKMGFN |
| IGVRLIEDFL |  | ARSNVGRCHD |  | FRETADVIAK |  | VAFKMYLGIT |  | PSITNWSPAG |
| DEFSLILENN |  | PLVDFVELPD |  | NHSSLIYSNL |  | LCGVLRGALE |  | MVQMAVEAKF |
| VQDTLKGDGV |  | TEIRMRFIRR |  | IEDNLPAGEE |  |            |  |            |

A: Аланін

C: Цистеїн

D: Аспарагінова кислота

E: Глутамінова кислота

F: Фенілаланін

G: Гліцин

H: Гістидин

I: Ізолейцин

K: Лізин

L: Лейцин

M: Метіонін

N: Аспарагін

P: Пролін

Q: Глутамін

R: Аргінін

S: Серин

T: Треонін

V: Валін

W: Триптофан

Задіяний у таких біологічних процесах як транспорт, транспорт між ендоплазматичним ретикулумом і апаратом Гольджі, альтернативний сплайсинг. 
Локалізований у ендоплазматичному ретикулумі, апараті гольджі.